# Grupo Simancas
El Grupo Simancas (1967-2007) fue un colectivo de pintores de origen vallisoletano que establecen sus talleres en la localidad de Simancas (Valladolid). El grupo de artistas e intelectuales creó una dinámica de trabajo con influencias mutuas en el Valladolid de los años sesenta y setenta, ampliando los horizontes de la cultura local.

## Formación del Grupo
En la galería que Fernando Santiago ("Jacobo") (1932-2017) tenía en Valladolid, en la calle de Miguel Íscar número 2, se inicia en 1965 una actividad de exposiciones y tertulias. Se reunía allí un grupo ecléctico de amigos con distintas aproximaciones y dedicaciones a la pintura que, más adelante, a partir de 1972, se establecen en Simancas, donde el propio Fernando Santiago compra unos espacios para trasladar allí la actividad, que se consolida en torno al propio Fernando Santiago y a Félix Cuadrado Lomas (1930-2021), Gabino Gaona (1933-2007), Jorge Vidal (1943-2006), Domingo Criado (1935-2007) y Francisco Sabadell (1922-1971). Un periodista, Emilio Salcedo, dará al grupo el nombre de esta localidad. Fernando Gutiérrez Baños, comisario de la retrospectiva de 2011, señala que «Nunca hubo un grupo cerrado ni un libro de registro con un ideario, aunque en esos seis se puede resumir su esencia». Otros pintores, escultores, ceramistas y escritores estuvieron también en la órbita del grupo, o tuvieron relación e influencias recíprocas con miembros del mismo, como es el caso de Alejandro Conde López, también vallisoletano, estilísticamente afín y de la misma generación que Cuadrado Lomas o Gaona, que expone en la galería de Fernando Santiago pero que emigra primero a París y se establece después en Madrid; o Carlos León Escudero, muy joven entonces, que inició su carrera amparado por el grupo. El Grupo Simancas prácticamente desaparece con la muerte en un corto espacio de tiempo de tres de sus miembros (Vidal, Gaona y Criado).

## Estilo
Los seis pintores del núcleo duro grupo tenían formaciones, dedicaciones, estilos e inquietudes diferentes, pero mantuvieron una estrecha relación durante años. Félix Cuadrado Lomas tiene influencias cubistas, con el paisaje como tema recurrente y un calculado uso del color. Jorge Vidal, chileno que llega a Valladolid en 1967, desarrolla una obra caracterizada por una llamativa abstracción colorista. La pintura abstracta de Domingo Criado es expresionista y emotiva. Gabino Gaona hace también una pintura expresionista y colorista, con el paisaje castellano como tema que comparte con el grupo y que le une especialmente a Cuadrado Lomas. Francisco Sabadell, el mayor de todos y el primero en fallecer, centró su pintura en el paisaje y conectó al grupo con el mundo de la poesía. Por último, el artista y galerista Fernando Santiago "Jacobo", proporcionó los espacios en los que se desarrolló la actividad del grupo y desarrolló él mismo una obra en la que, una vez más, el paisaje y el color, quizás los leitmotives del grupo, son protagonistas.

## Temática
Los artistas del Grupo Simancas comparten una especial atención a la expresividad del color, pero los temas y los estilos son diversos, del cubismo, al expresionismo pasando por la abstracción. Obviamente, hay intercambios e influencias recíprocas, y en varios casos una formación temprana común, que se extienden también a artistas cercanos al grupo pero que no formaron parte de él en sentido estricto. Si puede hablarse de un tema compartido, una fuente común, acaso sublimada en la pintura de muchos de estos artistas, esta es el paisaje castellano:

Su compromiso con la tierra que los vio nacer se concretó en una reivindicación identitaria y esencialista de los campos de Castilla que se inserta en la mejor tradición paisajística del arte contemporáneo español.

## Influencias
Hay en la pintura del grupo influencias de lo más diversas, empezando por las vanguardias de la primera parte del siglo XX y la École de Paris. Pueden detectarse huellas del fauvismo, del cubismo, del expresionismo alemán y vienés y del expresionismo abstracto norteamericano. Como señala el folleto de la exposición del Museo Patio Herreriano de 2011:

... el Grupo Simancas fue, ante todo, un grupo de amigos carente de un planteamiento estético definido más allá de una apuesta por una plástica renovadora que condujo a sus miembros a explorar distintos lenguajes de la modernidad (en ocasiones, más contemporáneos, en ocasiones, pertenecientes a la más veneranda tradición de las vanguardias históricas).

## Obra
En la tardía retrospectiva de 2011, cuando alguno de sus miembros ya habían fallecido, pudieron verse 72 pinturas, hoy en colecciones públicas y privadas. La exposición tuvo su correspondiente catálogo.